# Kumiko Gotō
Kumiko Gotō (jap. 後藤久美子 Gotō Kumiko; ur. 26 marca 1974 w Tokio) – japońska aktorka i modelka, laureatka nagrody Japońskiej Akademii Filmowej za debiut w 1989 roku.

## Życiorys
Gotō urodziła się 26 marca 1974 roku w Tokio. Gdy była w piątej klasie szkoły podstawowej, zaczęła zajmować się modelingiem. Zadebiutowała aktorsko w 1986 roku w dramie „TV no Kuni no Alice” emitowanej na kanale NHK. Swoje pierwsze wyróżnienie odebrała w 1987 roku, otrzymując nagrodę Złotej Strzały w kategorii debiut. W tym samym roku zagrała w Taiga dramie „Dokuganryū Masamune” i zadebiutowała muzycznie, wydając singel „Teardrop”. W 1989 roku zdobyła nagrodę Japońskiej Akademii Filmowej w kategorii debiut roku za rolę w filmie „Memories of You”. Wystąpiła także w serii filmów „Otoko wa tsurai yo” i filmie „Miejski łowca” z Jackie Chanem, opartym na mandze „City Hunter” autorstwa Tsukasy Hōjō.
Od 1995 roku jest w nieformalnym związku z francuskim kierowcą wyścigowym Jeanem Alesi, z którym ma troje dzieci: córkę i dwóch synów. W 1996 roku Gotō przeprowadziła się do Francji, by zamieszkać z Alesim, ale ostatecznie osiedlili się w Genewie w Szwajcarii.
31 października 2018 roku Gotō ogłosiła swój powrót do aktorstwa po 23 latach w filmie „Tora-san, Wish You Were Here” z serii „Otoko wa tsurai yo”, który miał premierę pod koniec grudnia 2019 roku. W 2024 roku Gotō zagrała główną rolę w jednoodcinkowej dramie „Kao”, co było jej pierwszym występem w serialu od prawie 30 lat.

## Filmografia

### Dramy
| Rok  | Tytuł                                                                                          | Rola                  | Stacja telewizyjna | Uwagi                             |
| ---- | ---------------------------------------------------------------------------------------------- | --------------------- | ------------------ | --------------------------------- |
| 1986 | TV no Kuni no Alice (テレビの国のアリス)                                                       | Alice                 | NHK                | Główna rola                       |
| 1986 | Zoku Takeshi kun, hai! (たけしくん、ハイ!)                                                     | Hiroko Ito            | NHK                |                                   |
| 1986 | Kimottama mama to ochamena tenshi (肝っ玉ママとオチャメな天使)                                 |                       | Fuji TV            |                                   |
| 1987 | Dokuganryū Masamune (独眼竜政宗)                                                               | Megohime (nastolatka) | NHK                | Taiga drama                       |
| 1987 | Pants no Ana (パンツの穴)                                                                      |                       | Fuji TV            | Główna rola, jednoodcinkowa drama |
| 1987 | Mama wa Idol (ママはアイドル!)                                                                 | Akira Mizusawa        | TBS                | Główna rola                       |
| 1987 | Dokyuusei wa 13-sai (同級生は13歳)                                                             | Natsuko Hyuga         | Fuji TV            | Główna rola                       |
| 1987 | Oyobi de nai Yatsu! (オヨビでない奴!)                                                          |                       | TBS                |                                   |
| 1988 | Shinshun dorama supesharu `natsukashī harugakita' (新春ドラマスペシャル「なつかしい春が来た」) | Saki                  | Fuji TV            |                                   |
| 1988 | Mama wa Idol Special (ママはアイドル!スペシャル完結編)                                         | Akira Mizusawa        | TBS                | Główna rola, jednoodcinkowa drama |
| 1988 | Tsukai! Rock N' Roll-toori (痛快!ロックンロール通り)                                           | Akane Yamaguchi       | TBS                | Główna rola                       |
| 1988 | Papa wa Nenjuu Kuroosuru (パパは年中苦労する)                                                  | Kumiko Gotō           | TBS                | Cameo, odc. 6, we własnej osobie  |
| 1988 | Kaze Shojo (風少女)                                                                            | Chiaki Aso            | NTV                | Główna rola                       |
| 1988 | On'na-tachi no hyakumangoku (女たちの百万石)                                                   |                       | NTV                |                                   |
| 1989 | Airabuyū kara hajimeyou (アイラブユーからはじめよう)                                           | Yuki Himuro           | TBS                | Główna rola                       |
| 1989 | Sora to Umi wo Koete (空と海をこえて)                                                          | Akane Katsuragi       | TBS                | Główna rola                       |
| 1989 | Tsukai! Rock N' Roll-dori (痛快!ロックンロール通りファイナル)                                  | Akane Yamaguchi       | TBS                | Główna rola                       |
| 1990 | Hinoyōjin (火の用心)                                                                           | Ami Oguchi            | NTV                | Główna rola                       |
| 1990 | Ritorusuteppu - inochi no kagiri odoritai - (リトルステップ－命の限り踊りたい－)               |                       | TBS                | Główna rola                       |
| 1991 | Taiheiki (太平記)                                                                              | Akiie Kitabatake      | NHK                |                                   |
| 1992 | The Dancing Girl of Izu (伊豆の踊り子)                                                         |                       | TBS                |                                   |
| 1993 | Mo Namida wa Misenai (もう涙は見せない)                                                        | Aoi Seto              | Fuji TV            | Główna rola                       |
| 1993 | Tsuruhime denki - kōbō Setouchi suigun - (鶴姫伝奇 -興亡瀬戸内水軍-)                           | Tsuruhime             | NTV                | Główna rola                       |
| 1994 | Kigyo Byoto (企業病棟)                                                                         | Shoko Yokomi          | Fuji TV            | Główna rola                       |
| 1994 | Dare yori mo kimi no koto (誰よりも君のこと)                                                   | Tomomi Tsuboi         | TV Asahi           | Główna rola                       |
| 2024 | Kao (顔)                                                                                       | Yumiko Ishioka        | TV Asahi           | Główna rola                       |

### Filmy
| Rok  | Tytuł                                                     | Rola                    | Uwagi                                |
| ---- | --------------------------------------------------------- | ----------------------- | ------------------------------------ |
| 1988 | Memories of You (ラブ・ストーリーを君に)                  | Yumi Hirose             | Główna rola                          |
| 1988 | Garasu no Naka no Sho-jo (ガラスの中の少女)               | Yasuko Okinaka          | Główna rola                          |
| 1989 | Tora-san, My Uncle (男はつらいよ ぼくの伯父さん)          | Izumi Oikawa            | Seria Otoko wa tsurai yo             |
| 1990 | Tora-san Takes a Vacation (男はつらいよ 寅次郎の休日)     | Izumi Oikawa            | Seria Otoko wa tsurai yo             |
| 1991 | Tora-san Confesses (男はつらいよ 寅次郎の告白)            | Izumi Oikawa            | Seria Otoko wa tsurai yo             |
| 1992 | Tora-san Makes Excuses (男はつらいよ 寅次郎の青春)        | Izumi Oikawa            | Seria Otoko wa tsurai yo             |
| 1993 | Miejski łowca (城市獵人)                                  | Shizuko Imamura / Kyoko | Film hongkońsko–japońsko–amerykański |
| 1995 | Himeyuri Memorial Tower (ひめゆりの塔)                    | Yasuko Watakuchi        |                                      |
| 1995 | See You at the Campground (キャンプで逢いましょう)        | Mizuho Yoshikawa        | Główna rola                          |
| 1995 | Tora-san to the Rescue (男はつらいよ 寅次郎紅の花)        | Izumi Oikawa            | Seria Otoko wa tsurai yo             |
| 2019 | Tora-san, Wish You Were Here (男はつらいよ お帰り 寅さん) | Izumi Oikawa            | Seria Otoko wa tsurai yo             |

## Dyskografia

### Singel
| # | Data wydania     | Tytuł                                 | Utwory                                                                        | Uwagi |
| - | ---------------- | ------------------------------------- | ----------------------------------------------------------------------------- | ----- |
| 1 | 18 marca 1987    | Teardrop (ティアドロップ)             | 1. teardrop 2. 若葉のイリュージョン (Wakaba no Illusion)                      |       |
| 2 | 21 stycznia 1988 | Hatsukoi ni Kidzuite (初恋に気づいて) | 1. 初恋に気づいて (Hatsukoi ni Kidzuite) 2. 北風の約束 (Kitakaze no Yakusoku) |       |

### Album
| # | Tytuł                                                                  | Utwory | Informacje                                               | Uwagi |
| - | ---------------------------------------------------------------------- | --- | -------------------------------------------------------- | ----- |
| 1 | Hatsukoi ni Kidzuite (初恋に気づいて)                                  | Lista utworów 1. 北風の約束 (Kitakaze no Yakusoku) 2. WIND BLOWS 3. 若葉のイリュージョン (Wakaba no Illusion) 4. 初恋に気づいて (Hatsukoi ni Kidzuite) 5. ポプリ (Potpourri) 6. teardrop | - Wydany: 21 lutego 1988 - Dystrybucja: Columbia Records |       |
| 2 | KUMIKO MEMORY BOX 1986 - 1988 (クミコ・メモリー・ボックス 1986 - 1988) | Lista utworów 1. テレビの国のアリス (TV no Kuni no Alice) 2. 花王エッセンシャルキューティクル・ケアシャンプー＆リンス (Kao Essential Cuticle Care Shampoo & Rinse) 3. 住友スリーエム スコッチビデオカセット (Sumitomo 3M Scotch Video Cassette) 4. パンツの穴 (Pants no Ana) 5. ポッカコーポレーション「元気であいさつ」 (Pokka Corporation 「Genkide Aisatsu」) 6. ヤマザキナビスコ 「チップスター」 (Yamazaki NABISCO 「ChipStar」) 7. タカラ 「こんにちは赤ちゃん」 (TAKARA 「Konnichiwa Aka-chan」) 8. teardrop 9. 日本コロムビア DENONコンセプト (Nippon Columbia DENON Concept) 10. JR東日本 (JR Higashi Nihon) 11. 日立製作所OA機器 (Hitachi Seisaku-sho OA Kiki) 12. 同級生は13歳 (Dokyuusei wa 13-sai) 13. 気まぐれスケッチ (Kimagure Sketch) 14. 若葉のイリュージョン (Wakaba no Illusion) 15. WIND BLOWS 16. 初恋に気づいて (Hatsukoi ni Kidzuite) 17. 北風の約束 (Kitakaze no Yakusoku) 18. 痛快！ロックンロール通り (Tsukai! Rock N' Roll-dori) 19. 風少女 (Kaze Shojo) 20. ポプリ (Potpourri) 21. ラブ・ストーリーを君に (Love Story wo kimi ni) 22. 制服の天使 (Seifuku no Tenshi) 23. タータン・チェックの手紙 (Tartan Check no Tegami) | - Wydany: 1 grudnia 1988 - Dystrybucja: Columbia Records |       |

## Nagrody i nominacje
| Rok  | Ceremonia                            | Kategoria                      | Nominowany                   | Rezultat        | Przy.  |
| ---- | ------------------------------------ | ------------------------------ | ---------------------------- | --------------- | ------ |
| 1987 | Nagroda Złotej Strzały               | Nagroda dla Debiutanta         | Kumiko Gotō                  | Wygrana         | [ 4 ]  |
| 1987 | Nagroda za Nowe i Popularne Słowo    | W kategorii „Słowo”            | „Gokumi”                     | Brązowa Nagroda | [ 12 ] |
| 1988 | Nagrody Élan d’Or                    | Debiutant Roku                 | Kumiko Gotō                  | Wygrana         | [ 13 ] |
| 1988 | Nagroda Złotej Strzały               | Nagroda Muzyczna               | Kumiko Gotō                  | Wygrana         | [ 14 ] |
| 1988 | Nagrody Nikkan Sports Film           | Najlepszy Debiutant            | Memories of You              | Wygrana         | [ 15 ] |
| 1989 | Nagrody Japońskiej Akademii Filmowej | Debiut Roku                    | Memories of You              | Wygrana         | [ 1 ]  |
| 1991 | Nagrody Japońskiej Akademii Filmowej | Najlepsza aktorka drugoplanowa | Tora-san, My Uncle           | Nominacja       | [ 16 ] |
| 2021 | Nagrody Japońskiej Akademii Filmowej | Najlepsza aktorka drugoplanowa | Tora-san, Wish You Were Here | Nominacja       | [ 17 ] |